# Jan Jasiukiewicz
Jan Jasiukiewicz (ur. 6 grudnia 1938 w Niewierowiczach) – polski samorządowiec i działacz społeczny, w latach 1990–1998 wiceprezydent, a w 1998 prezydent Bolesławca.

## Życiorys
W latach 1990–1998 pełnił funkcję zastępcy prezydenta Bolesławca jako zastępca Józefa Króla. Po powołaniu Króla na wicewojewodę w styczniu 1998 objął stanowisko prezydenta miasta (do końca kadencji w tym samym roku). W 1994, 1998, 2002, 2006, 2010 i 2014 wybierany do rady miejskiej Bolesławca (początkowo z list lokalnych komitetów, w 2006 z listy PiS, w 2010 z listy PO, następnie z ramienia komitetu Piotra Romana. W V kadencji (2010–2014) był jej wiceprzewodniczącym. W 2018 nie uzyskał reelekcji.
W 2019 wyróżniony odznaczeniem „Zasłużony dla Miasta Bolesławca” za działalność społeczną i samorządową.